# Zachary Brault-Guillard
Zachary Brault-Guillard, né le 30 décembre 1998 à Delmas en Haïti, est un joueur international canadien de soccer. Il joue au poste d'arrière droit au FC Lugano.

## Biographie

### Origines
Zachary est né à Delmas en Haïti, avant d’être adopté à l'âge de six mois par un québécois et une française. Il passe les premières années de son enfance au Québec, mais aussi en Afghanistan et en Israël, la famille suivant son père médecin du monde. Il part à l’âge de sept ans s’installer en France, à Paris puis dans le village de sa mère dans l'Ain. Après avoir pratiqué le rugby, le jeune homme commence le football dans le club de Lagnieu sur les conseils de son moniteur de camp de vacances qui a remarqué son potentiel au cours de l'été 2006. Alors qu'il connait du succès avec les différentes équipes de jeunes de Lagnieu, il participe à des détections de l'Olympique lyonnais et intègre le centre de formation en septembre 2010 et évolue en parallèle avec l'Ain Sud Foot en fin de semaine.

### Carrière en club
Lyon officialise la signature de son premier contrat professionnel le 2 mai 2018. Il s'engage pour trois ans. Le 5 février 2019, il est prêté pour la saison 2019 à l'Impact de Montréal. Il fait ses débuts en MLS le 2 mars face aux Earthquakes de San José. Lors de ce match, Zachary Brault-Guillard entre à la 85e minute de la rencontre, à la place d'Ignacio Piatti. Le match se solde par une victoire 1-2 de l'Impact. Le 25 septembre, il remporte son premier Championnat canadien, à l'issue d'une séance de tirs au but contre Toronto FC.
Le 25 janvier 2020, il signe un contrat garanti jusqu'à la fin de la saison 2021 puis deux années en option avec l'Impact de Montréal

### Carrière internationale
En août 2013, Zachary Brault-Guillard participe à un stage à Clairefontaine avec l'équipe de France des moins de 16 ans.
En février 2017, il participe au Championnat de la CONCACAF des moins de 20 ans avec l'équipe du Canada des moins de 20 ans. Lors de ce tournoi, il dispute trois rencontres.
Le 30 août 2018, il est convoqué pour la première fois en équipe du Canada par le sélectionneur national John Herdman, pour un match des éliminatoires de la Gold Cup 2019, contre les îles Vierges des États-Unis mais n'entre pas en jeu. Le 2 octobre, il est de nouveau convoqué pour un match des éliminatoires de la Gold Cup 2019 contre la Dominique.
Le 16 octobre 2018, il honore sa première sélection contre la Dominique. Lors de ce match, il entre à la 66e minute de la rencontre, à la place de Liam Millar. Le match se solde par une victoire de 5-0 des Canadiens,.
Le 30 mai 2019, il fait partie des 23 appelés par le sélectionneur national John Herdman pour la Gold Cup 2019,. Lors de cette compétition, il joue une seule rencontre face au Mexique. Le Canada s'incline en quart de finale face à Haïti.

## Palmarès
CF Montréal
- Vainqueur du Championnat canadien en 2019 et 2021

## Statistiques détaillées

### Parcours professionnel
| Saison                | Club                      | Championnat           | Championnat | Championnat | Championnat | Coupe(s) nationale(s) | Coupe(s) nationale(s) | Coupe(s) nationale(s) | Compétition(s) continentale(s) | Compétition(s) continentale(s) | Compétition(s) continentale(s) | Compétition(s) continentale(s) | Séries | Séries | Séries | Total | Total | Total |
| Saison                | Club                      | Division              | M.          | B.          | P.d.        | M.                    | B.                    | P.d.                  | Comp.                          | M.                             | B.                             | P.d.                           | M.     | B.     | P.d.   | M.    | B.    | P.d.  |
| 2019                  | Impact de Montréal (prêt) | MLS                   | 13          | 0           | 1           | 2                     | 0                     | 0                     | -                              | -                              | -                              | -                              | -      | -      | -      | 15    | 0     | 1     |
| 2020                  | Impact de Montréal        | MLS                   | 21          | 0           | 0           | -                     | -                     | -                     | LCC                            | 4                              | 0                              | 1                              | 2      | 0      | 0      | 27    | 0     | 1     |
| 2021                  | CF Montréal               | MLS                   | 30          | 2           | 2           | 3                     | 0                     | 1                     | -                              | -                              | -                              | -                              | -      | -      | -      | 33    | 2     | 3     |
| 2022                  | CF Montréal               | MLS                   | 18          | 4           | 2           | 2                     | 0                     | 0                     | LCC                            | 4                              | 0                              | 0                              | 1      | 0      | 1      | 25    | 4     | 3     |
| 2023                  | CF Montréal               | MLS                   | 24          | 1           | 1           | 4                     | 1                     | 0                     | LC                             | 2                              | 0                              | 0                              | -      | -      | -      | 30    | 2     | 1     |
| Sous-total            | Sous-total                | Sous-total            | 106         | 6           | 6           | 11                    | 1                     | 1                     | -                              | 10                             | 0                              | 1                              | 3      | 0      | 1      | 130   | 7     | 9     |
| 2024-2025             | FC Lugano                 | Super League          | 20          | 0           | 1           | 3                     | 0                     | 2                     | C1+C3+C4                       | 0+2+2                          | 0                              | 0                              | -      | -      | -      | 27    | 0     | 3     |
| Total sur la carrière | Total sur la carrière     | Total sur la carrière | 126         | 6           | 7           | 14                    | 1                     | 3                     | -                              | 14                             | 0                              | 1                              | 3      | 0      | 1      | 157   | 7     | 12    |